# Misunderstanding
Singles de Genesis
Duchess
(1980) Abacab
(1981)
Misunderstanding est un titre du groupe Genesis sorti en 1980 sur l'album Duke.
Il atteint la place n°14 aux États-Unis, n°42 en Angleterre, et n°1 au Canada.

## Historique
Le titre avait été écrit par Phil Collins pendant la production de son album solo Face Value, à l'époque de ses problèmes personnels. La chanson est inspirée de Sail On, Sailor des Beach Boys et Hold the Line de Toto.

## Clip video
Un clip a été réalisé pour cette chanson par Stuart Orme, tourné à Los Angeles. Deux montages différents existent.

## Reprise en tournée
Le titre a été joué lors de la tournée 1980, ainsi que pour les tournées de promotion de Abacab et Genesis. 